# City Kickboxing
City Kickboxing är ett gym grundat 2007 i Auckland i Nya Zeeland som har frambringat flera mästare i världens största MMA-organisation UFC.

## Faciliteter
City Kickboxing erbjuder i sina dryga 1300 m² stora lokaler på 14 West Street i Aucklandförorten Newton i Nya Zeeland ett flertal träningsformer såsom kickboxning/thaiboxning, MMA, BJJ, gym och PT.
Lokalen erbjuder bland annat:
- Boxningsring
- Professionell MMA-bur, en hexagon
- Över 100 m² (1250 kvadratfot) mattyta för grappling, brottning etc.

## Sportsliga framgångar

### MMA
Trots sin relativt ringa ålder har gymmet redan fått fram flera MMA-utövare av absolut världsklass. 
- Israel Adesanya Regerande UFC-mästare i mellanvikt[7]
- Alexander Volkanovski Regerande UFC-mästare i fjädervikt[7]
- Dan Hooker MMA-proffs i lättvikt i UFC.

### Thaiboxning
Inom Muay Thai representeras gymmet av huvudtränare Eugene Bareman som vunnit flera nationella titlar i flera viktklasser.

### BJJ
Även inom BJJ har huvudtränaren Eugene Bareman vunnit flera nationella titlar.

## Utmärkelser
- Combatpress.com – Gym of the year
  - City Kickboxing 2019[8]
- Combatpress.com – Coach of the year
  - Eugene Bareman 2019[8]